# 塔爾恩山
53°47′07″S 71°01′25″W / 53.78528°S 71.02361°W

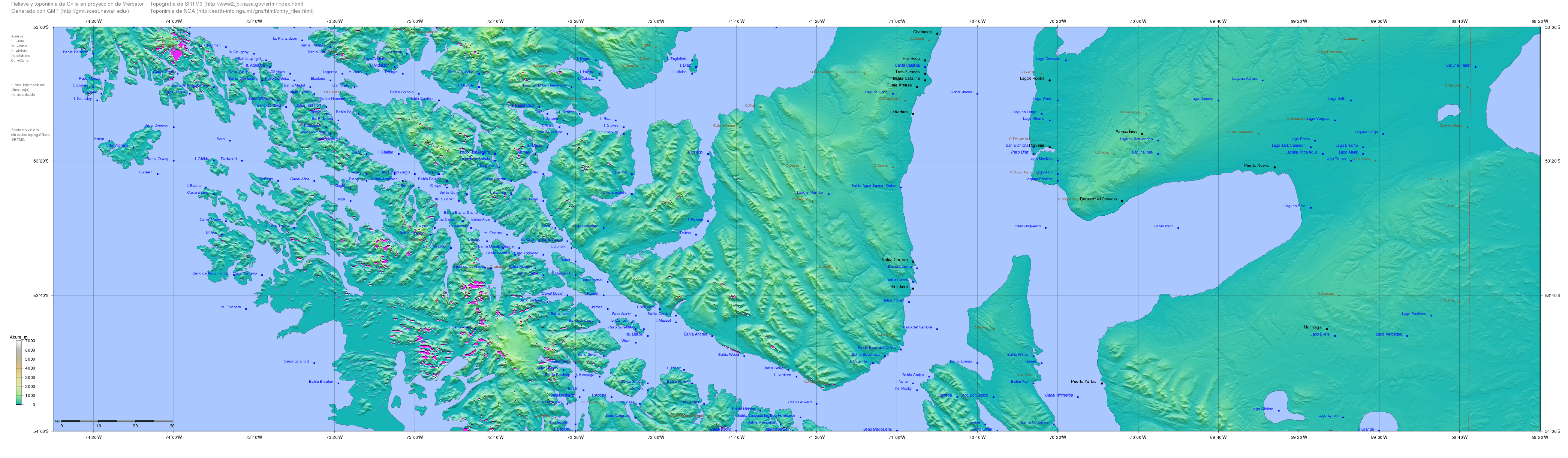

塔爾恩山是智利的山峰，位於該國南部，屬於安第斯山脈的一部分，處於不倫瑞克半島的麥哲倫海峽南端，海拔高度825米，人類在1827年2月首次登頂。

## 外部連結
- http://darwin-online.org.uk/content/frameset?itemID=F10.1&viewtype=text&pageseq=1 （页面存档备份，存于）
- Cartografía Magallánica 1523-1945 （页面存档备份，存于）
- Mount Tarn Description & Route in AndesHandbook （页面存档备份，存于） (in Spanish)
- Tarn ascent in blogger.com （页面存档备份，存于） (in Spanish)